# Bruchus brachialis

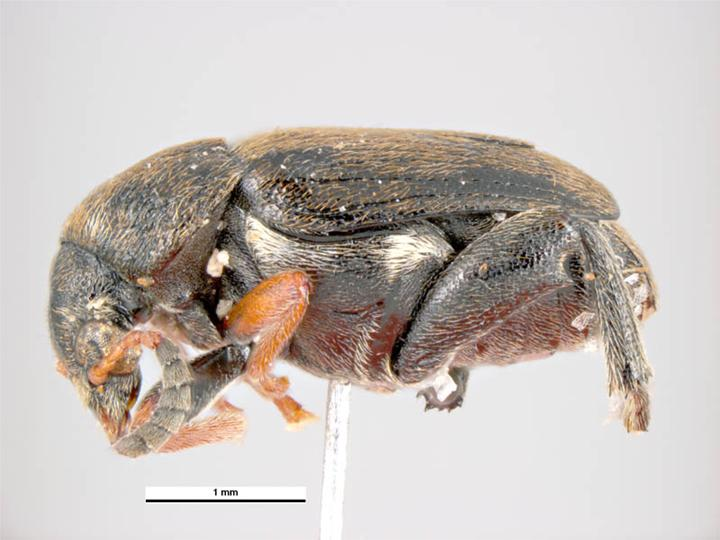
Bruchus brachialis ♀

Bruchus brachialis, auch als Zottelwicken-Samenkäfer bezeichnet, ist eine Art aus der Unterfamilie der Samenkäfer (Bruchinae). Die Art wurde 1839 von dem schwedischen Entomologen Olof Immanuel Fåhræus beschrieben.

## Taxonomie
Bruchus brachialis wird innerhalb der Gattung Bruchus der nach ihr benannten brachialis-Artengruppe zugerechnet. Weitere Arten sind B. brisouti Kraatz, 1868, B. canariensis Decelle, 1975, B. hamatus Miller, 1881, B. laticollis Boheman, 1833, B. signaticornis Gyllenhal, 1833 und B. venustus Fahraeus, 1839.

## Merkmale
Die Käfer besitzen eine Körperlänge von 2,3–3,8 mm. Sie sind überwiegend graubraun bis schwarz gefärbt. Die Elytren weisen keine deutliche helle Zeichnung auf, lediglich feine blasse Flecke. Auf dem Halsschild befindet sich vor dem Schildchen ein heller dreieckiger Fleck. Die Vorderbeine sind gelbrot gefärbt. Die Mittel- und Hinterbeine sind schwarz. Die Hinterschenkel sind an der Unterkante deutlich ausgebuchtet und weisen dort einen Zahn auf. Die Fühler der Männchen sind gelb. Die Fühlerglieder I–V sowie XI der Weibchen sind gelbrot, die übrigen Fühlerglieder sind schwarz. Die Gestalt des Aedoeagus der Männchen ist artspezifisch.

## Vorkommen
Die Käferart ist in der westlichen Paläarktis heimisch. Sie ist im südlichen Mitteleuropa und in Südeuropa verbreitet. Im Süden Englands ist die Art seit 2010 präsent. Im Osten reicht das Vorkommen über den Kaukasus bis in den Iran und nach Turkmenistan. In Nordamerika wurde die Art eingeschleppt, mit einem ersten Nachweis aus dem Jahr 1931.

## Lebensweise
Die Larven der Käferart entwickeln sich in Samen von Vertretern der Gattungen der Wicken (Vicia) und Platterbsen (Lathyrus). Hauptwirtspflanze ist offenbar die Zottige Wicke. Weitere Wirtspflanzen sind Saat-Platterbse, Purpur-Platterbse, Ungarische Wicke, Vicia pubescens, Futterwicke und Feinblättrige Wicke. Die Larven bohren sich in die sich entwickelnden Sämlinge und ernähren sich von der Frucht. Die adulten Käfer beobachtet man hauptsächlich von April bis Juni.

## Natürliche Feinde
Die Erzwespe Dinarmus acutus parasitiert u. a. die Käferlarven von Bruchus brachialis.